# ワーナー・ジャンセン
ワーナー・アレクサンダー・ジャンセン（Werner Alexander Janssen、1899年6月1日 - 1990年9月19日）は、アメリカ合衆国の指揮者、作曲家。

## 生涯
ジャンセンはニューヨークに生まれた。音楽で生計を立てることに父親が反対していたため、劇場やダンスホールでピアノを演奏したり、自作のポピュラー音楽を売ることで自らダートマス大学の学費を工面した。ダートマス大学ではフィリップ・G・クラップ (Philip Greeley Clapp) に、ニューイングランド音楽院でアルトゥール・フリードハイムとジョージ・ホワイトフィールド・チャドウィックに師事した。
第一次世界大戦に従軍した後、ダートマス大学に戻って1921年に学位を取得した。
1920年から1921年にかけてバーゼルでフェリックス・ワインガルトナーに、1921年から1925年にかけてストラスブールでヘルマン・シェルヘンに指揮を学んだ。1922年から1928年までドイツで指揮者として活動した。
1930年から1934年まで、奨学金を得てローマのサンタ・チェチーリア国立アカデミアでレスピーギに管弦楽法を学んだ。ジャンセンはヨーロッパ各地で指揮活動を行ったが、1934年にヘルシンキでシベリウスの作品を指揮したときにはシベリウス本人の強い支持を受け、また1936年にはフィンランド政府から白薔薇勲章を授与された。
1934年、アルトゥーロ・トスカニーニの招きでニューヨーク・フィルハーモニックをアメリカ人として初めて指揮した。1935年にダートマス大学の名誉音楽博士号を授与された。1937年から1939年まではボルティモア交響楽団の音楽監督をつとめた。
1937年にハリウッド女優アン・ハーディングと結婚したが、子供はなく、1963年に離婚している。
1940年、ジャンセンは自らジャンセン・ロサンゼルス交響楽団(Janssen Symphony of Los Angeles)を組織し、その指揮者を1952年までつとめた。1946-1947年にはソルトレイク交響楽団（ユタ交響楽団の前身）、1947-1949年にポートランド交響楽団、1952-1954年にサンディエゴ交響楽団の指揮者をつとめたほか、アメリカ・カナダの交響楽団に客演した。
1957年からは再びドイツ各地の管弦楽団に客演している。ウィーン国立歌劇場管弦楽団とウィーン・フォルクスオーパー管弦楽団を指揮し、カール＝ビリエル・ブロムダールのオペラ『アニアラ：2038年の宇宙旅行の叙事詩』とセルゲイ・プロコフィエフのオペラ『戦争と平和』の録音を残している。
1970年代はじめにアメリカに戻り、クリスティーナ・ハインツマンと再婚してロングアイランドに住んだ。クリスティーナとの間には3人の子が生まれた。
1990年にニューヨーク州ストーニー・ブルックで没した。

## 作品
ジャンセンは若いときから生活のためにポピュラー音楽を書いていた。1930年ごろに本格的な作曲をはじめた。
- 弦楽四重奏のための「カレイドスコープ」（1930年初演）
- 管弦楽とジャズバンドのための交響詩「ニューヨークの大晦日」（1930年）
- 管弦楽のためのルイジアナ組曲（1931-1932年）
- デキシー・フーガ（1932年）
- フォスター組曲（1937年）

映画音楽も数多く作曲した。最初に作曲したのは1936年の『将軍暁に死す』 (The General Died at Dawn) の音楽で、アカデミー作曲賞候補になった。1938-1942年にはウォルター・ウェンジャー・プロダクションの音楽監督をつとめ、5本の映画の音楽を作曲・指揮している。その後ユナイテッド・アーティスツのいくつかの映画の音楽を書き、その中には『南部の人』（1945年）が含まれる。テレビ・ドキュメンタリーの音楽も作曲した。